# Бибиков, Михаил Вадимович
Михаи́л Вади́мович Би́биков (род. 15 февраля 1951, Москва) — советский и российский историк-византинист, профессор, доктор исторических наук (1992), главный научный сотрудник ИВИ РАН, вице-президент Российского национального комитета византинистов. Действительный член РАЕН.

## Научная и преподавательская деятельность
В 1976 году защитил кандидатскую диссертацию «Византийские источники XII — первой половины XIII вв. по истории Руси, народов северного Причерноморья и Северного Кавказа», в 1992 году — докторскую диссертацию «Византийский прототип древнейшей славянской книги: Изборник Святослава» (официальные оппоненты С. М. Каштанов, Г. Г. Литаврин и Я. Н. Щапов).
Занимается источниковедением и уделяет много внимания взаимоотношениям и взаимному влиянию Византии и Руси. Автор нескольких монографий, а также большого числа статей в научных журналах.
Преподаёт в МГУ (заведующий кафедрой византийской и новогреческой филологии филологического факультета). Является членом редакционной коллегии периодического сборника «Византийский временник» и редакционного совета периодического сборника «Средние века».
Член объединённого диссертационного совета Д 999.073.04 по теологии Общецерковной аспирантуры и докторантуры имени святых равноапостольных Кирилла и Мефодия, Православного Свято-Тихоновского гуманитарного университета, Московского государственного университета имени М. В. Ломоносова и Российской академии народного хозяйства и государственной службы при Президенте Российской Федерации.

## Основные работы
- Византийская историческая проза. М., 1996.
- Byzantinorossica. Свод византийских свидетельств о Руси. Т. I. — М.: Языки славянской культуры, 2004. — 736 с. ISBN 5-9551-0042-3
- Byzantinorossica. Свод византийских свидетельств о Руси. Нарративные памятники Т. II. — М.: Рукописные памятники Древней Руси, 2009. — 528 с. ISBN 978-5-9551-0333-4